# Єнс Квортруп
Єнс Квортруп (норв. Jens Qvortrup, 1943) — професор соціології на кафедрі соціології та політичних наук в Університеті науки і технологій, Тронхейм, Норвегія. Є одним з основоположників соціології дитинства.

## Послідовність наукової діяльності
Після написання своєї магістерської роботи у 1971 році у форматі теоретичного трактату про концепцію класу «an sich» Карла Маркса, Єнс Квортруп протягом двох років (1980—1982) працював науковим секретарем у міжнародному Віденському центрі, Австрія. В період з 1970-х і до 1987 року, його дослідження стосувались соціальної структури та умов життя у соціалістичних країнах. Засвоєні їм знання у Відні, дали йому можливість почати рухатись в молодій на той час течії соціології — соціології дитинства. Згодом, Єнс Квортруп популяризує цю галузь і внаслідок цього, стане одним з її основоположників.
У період з 1987—1992 р., Єнс Квортруп керував великим міжнародним дослідженням «Дитинство як соціальний феномен». Основними питаннями, що піднімає це дослідження, є наслідки розпаду сім'ї для дітей, такі як розлучення та вільні союзи. Також розглядався правовий статус дітей, особливо в світлі міжнародних змін через нову Конвенцію ООН про дітей. Важливість цього проекту полягає в його зусиллях застосувати структурні, соціологічні та економічні теорії та методи до дитинства, розглядаючи дитинство як соціальну конструкцію. Єнс Квортруп, намагається зруйнувати стереотип про те, що в дітях немає нічого таємничого, що заважало б нам підійти до дитинства науково, як до будь-якої іншої соціальної категорії.
Розвиток соціальних досліджень дитинства супроводжувався організаційними зусиллями: Єнс Квортруп був президентом-засновником групи дитинства ISA з 1988—1998 р..
У 1998-2007 рр. Єнс Квортруп займає посаду співредактора у міжнародному журналі «Дитинство».
З 1999 по 2002 рік, очолював і був директором Норвезького центру дослідження дітей.
З 2002 по 2010 рік, був професором соціології. Спеціалізації — соціальна структура, добробут, покоління та дитинство.
З 2010 року є почесним професором соціології на кафедрі соціології та політичних наук в Університеті науки і технологій, Тронхейм, Норвегія.

## Соціологія дитинства
«…дитинство в моєму розумінні розглядається як структурний сегмент у порядку поколінь…»
Вивчаючи дану галузь з 1987 року, Єнс Квортруп наголошував на деяких моментах.

#### Маргіналізація дітей у соціології та нехтування їми у статистистиці
Класична соціологія часто нехтувала дітьми, вважаючи їх недорослими та несвідомими. Через це дослідники та лобісти кількісними даними уникали залучення дітей, як респондентів, називаючи дані отримані від них «бідними». Це призвело до знецінення ролі дітей і у суспільстві загалом та вплинуло на думку про відсутність їхньої важливості, як учасників соціальної взаємодії. Єнс Квортруп протягом усієї свої наукової діяльності виступає проти цієї маргіналізації знань про дітей, стверджуючи, що діти є повноправними учасниками соціальних взаємодій, як і дорослі. Він також критикує тенденцію серед дослідників ототожнювати дітей з їхніми батьками, зосереджуючись лише на соціо-економічних факторах, і вказує на можливість існування інших факторів, які зрозумілі лише дітям.
Це важливе зауваження, оскільки врахування дітей, як активних акторів у соціальних процесах, може допомогти розширити наше розуміння дитинства та розвитку особистості. Замість зосередження лише на соціо-економічних факторах, дослідники можуть вивчати, як різні аспекти дитячого досвіду впливають на їхнє життя та соціальні взаємодії.

#### Парадокс дитинства
Парадокс дитинства, як його називає сам Єнс Квортруп, це двобічність наявності дітей у родині.
Це справді парадоксальна ситуація, коли традиційна ідеологія родини підкреслює важливість дітей в сім'ї, але водночас деякі соціальні та наукові погляди вказують на дітей як причину проблем у сім'ї. Важливо триматись у контексті того, що сім'я — це складна система взаємодій між батьками та дітьми, і вона відображає баланс інтересів та потреб кожного члена родини.
Для вирішення цієї проблеми, замість того, щоб вважати дітей або батьків причиною зменшення ресурсів, можна розглядати сімейні взаємодії, як процес співпраці та взаємодопомоги. Батьки і діти мають свої потреби та ресурси, і всі вони важливі для стабільності та добробуту сім'ї. Знаходження компромісу, балансу та співпраці між членами сім'ї може сприяти більш гармонійним відносинам та підтримці взаємної допомоги. Розуміння того, що сім'я є колективним партнерством, може змінити сприйняття проблем і відносин в сім'ї та зробити її досвід більш позитивним та підтримуючим для всіх її членів.

## Публікації
- «Sociology: Societal Structure, Development of Childhood and the Well-Being of Children» in A.B. Arieh, F. Casas, I. Frønes and J.E. Korbin (eds) Handbook of Child Well-Being. Theories, Methods and Policies in Global Perspective. Springer: Dordrecht, 2014, Volume 2, pp. 663—707.
- «Are Children Human Beings or Human Becomings? A Critical Assessment of Outcome Thinking» in Rivista Internazionale di Scienze Sociali, Vol. CXVII, No. 3-4, 2009, pp. 631—653.
- The Palgrave Handbook of Childhood Studies, ed. by J. Qvortrup, W.A. Corsaro and M.-S. Honig. Palgrave Macmillan: Houndmills, Basingstoke, 2009.
- Structural, Historical, and Comparative Perspectives, ed. by J. Qvortrup. Special issue of Sociological Studies of Children and Youth, Vol. 12, 2009. Emerald: Bingley, UK.
- Studies in Modern Childhood: Society, Agency, Culture, ed. by J. Qvortrup. Palgrave Macmillan: Houndmills, Basingstoke, 2005.
- «Macroanalysis of childhood». In: Research with Children: Perspectives and Practices, ed. by P.H. Christensen and A. James. Falmer Press: London and New York, 2000, pp. 77-97.
- «From Useful to Useful: The Historical Continuity in Children's Constructive Participation». In A.-M. Ambert (ed.) Theory and Linkages Between Theory and Research on Children/Childhood, in special issue of Sociological Studies of Children. Greenwich, Connecticut: JAI Press. 1995, pp. 49-76.
- Childhood Matters. Social Theory, Practice and Politics. Final publication of the European Centre's project Childhood as a Social Phenomenon. Edited by J. Qvortrup, M. Bardy, G.B. Sgritta, and H. Wintersberger. Avebury: Aldershot. 395 + xiv s. 1994.
- Childhood as a Social Phenomenon. A Series of National Reports. 19 vol. Ed. By J.Qvortrup with M. Bardy, G.B. Sgritta and H.Wintersberger. Eurosocial 36 + 36.1-36.18. 1990—1992. Cirka 1000 s.
- Childhood as a Social Phenomenon. An Introduction to a Series of National Reports. Eurosocial Report no. 36. Vienna 1990, 39 p.
- The Sociology of Childhood, edited by J. Qvortrup. Special issue of International Journal of Sociology, Fall 1987, Vol. 17, No. 3.
- «Placing children in the division of labour» in Paul Close & Rosemary Collins (eds.) Family and Economy in Modern Society. London: Macmillan 1985, pp. 129—145.